# Café Gerbeaud
Café Gerbeaud – tradycyjna kawiarnia w Budapeszcie.
Firma została założona w 1858 roku przez Henrika Kuglera, potomka w trzecim pokoleniu cukierniczej dynastii. Zdobywał wiedzę i doświadczenie głównie podczas pobytów w jedenastu stolicach europejskich, w tym w Paryżu. Otworzył w Budapeszcie cukiernię, która wkrótce została uznana za jedną z najlepszych w Peszcie. Wśród specjalności były chińskie i rosyjskie herbaty, a także lody, które wkrótce zyskały miano najlepszych w Peszcie.
Aby być bliżej centrum miasta, Kugler w 1870 roku przeniósł lokal na plac Vörösmarty’ego. Tamtejsi klienci najbardziej lubili jego kawy, likiery i słodycze, które można było zabrać do domu, zapakowane na papierowej tacy. Lokal był jedną z szeroko znanych austro-węgierskich kawiarni. Znanymi gośćmi byli m.in. Ferenc Deák i Ferenc Liszt oraz cesarzowa Elżbieta – Sisi, królowa Węgier.
W 1882 roku w Paryżu Kugler spotkał Emila Gerbeau, u którego dostrzegł talent i ducha przedsiębiorczości. W 1884 roku zaprosił go do Budapesztu. Z czasem Gerbeaud przejął stopniowo kawiarnię ale zachował oryginalną nazwę.
Emil Gerbeaud, pochodzący z rodziny cukierniczej, urodził się w Genewie doświadczenie zdobywał w Niemczech, Francji i Anglii. Wprowadził szereg innowacji, m.in. poszerzając asortyment o liczne produkty, takie jak kremy maślane, kremy paryskie, dziesiątki rodzajów ciast i cukierków. Aby zaoferować tę szeroką gamę swoim klientom, zatrudnił wielu pracowników do sprzedaży i serwisu. Pod koniec 1899 roku miał około 150 pracowników, z których wielu przyjechało do Budapesztu tylko po to, aby uczyć się i pracować z Gerbeaudem. Ze względu na swój zmysł biznesowy z biegiem czasu wyposażył piekarnię w nowoczesny park maszynowy. Tym samym nazwa Gerbeaud stała się synonimem jakości i sztuki cukierniczej. Ponieważ jego klientela uwielbiała papierowe pudełka na ciasta na wynos, które zostały już wprowadzone przez Henrika Kuglera, Gerbeaud kontynuował tę tradycję i sam zaczął je projektować.

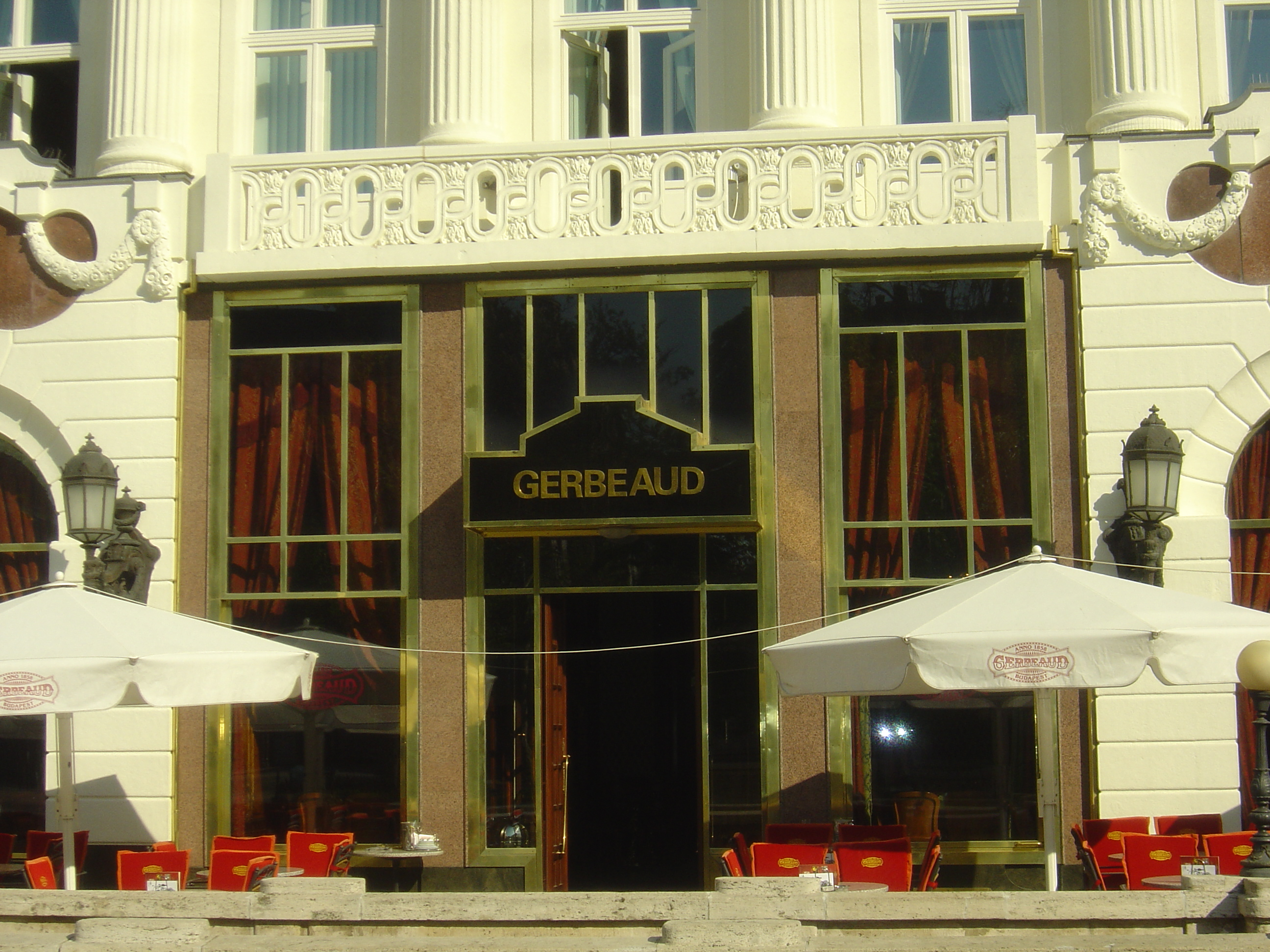
Fronton lokalu

Gerbeaud zyskał międzynarodowe uznanie. Został zaproszony jako członek jury zarówno na targi światowe w Brukseli (1897), jak i w Paryżu (1900), gdzie został odznaczony Legią Honorową. Otrzymał ponadto liczne nagrody krajowe i międzynarodowe.
Po śmierci Kuglera Gerbeaud założył spółkę publiczną o nazwie „Kuglers Nachfolger Gerbeaud AG” (następcy Kuglers Gerbeaud). Gerbeaud przywiązywał wagę do nowoczesnych warunków pracy, od 1909 roku używał samochodów obok powozów konnych.
Przy projektowaniu wnętrz swojej cukierni Gerbeaud w 1910 roku skorzystał z projektu Henrika Darilka, który używał głównie marmuru, egzotycznego drewna i brązu. Sztukateria na suficie została wykonana w stylu rokoko Ludwika XIV. Inspiracją dla żyrandoli był styl Marii Teresy. Do dyspozycji gości były stoły francuskie oraz secesyjne, które Gerbeaud dostarczył z targów światowych w Paryżu. I wojna światowa była odczuwalna, ale firma przetrwała nawet to.
Gerbeaud zmarł 8 listopada 1919 r., przed śmiercią przekazał lokal swojej żonie Ester, która kierowała nim do 1940 r. Firma została znacjonalizowana w 1948 r. i przemianowana na „Vörösmarty”, na cześć poety Mihály Vörösmartyego. Nazwę tę nosiła do marca 1984 r., kiedy to powróciła do historycznej nazwy. W 1995 roku niemiecki właściciel międzynarodowej sieci drogerii Erwin Franz Müller kupił „Gerbeaud” i zlecił gruntowny remont. W ten sposób zniknęły ślady minionych 50 lat, a kawiarnia znów lśni w stylu stworzonym przez Emila Gerbeauda. W 2009 roku otwarto bliźniaczy lokal w Tokio.